# Likvaka

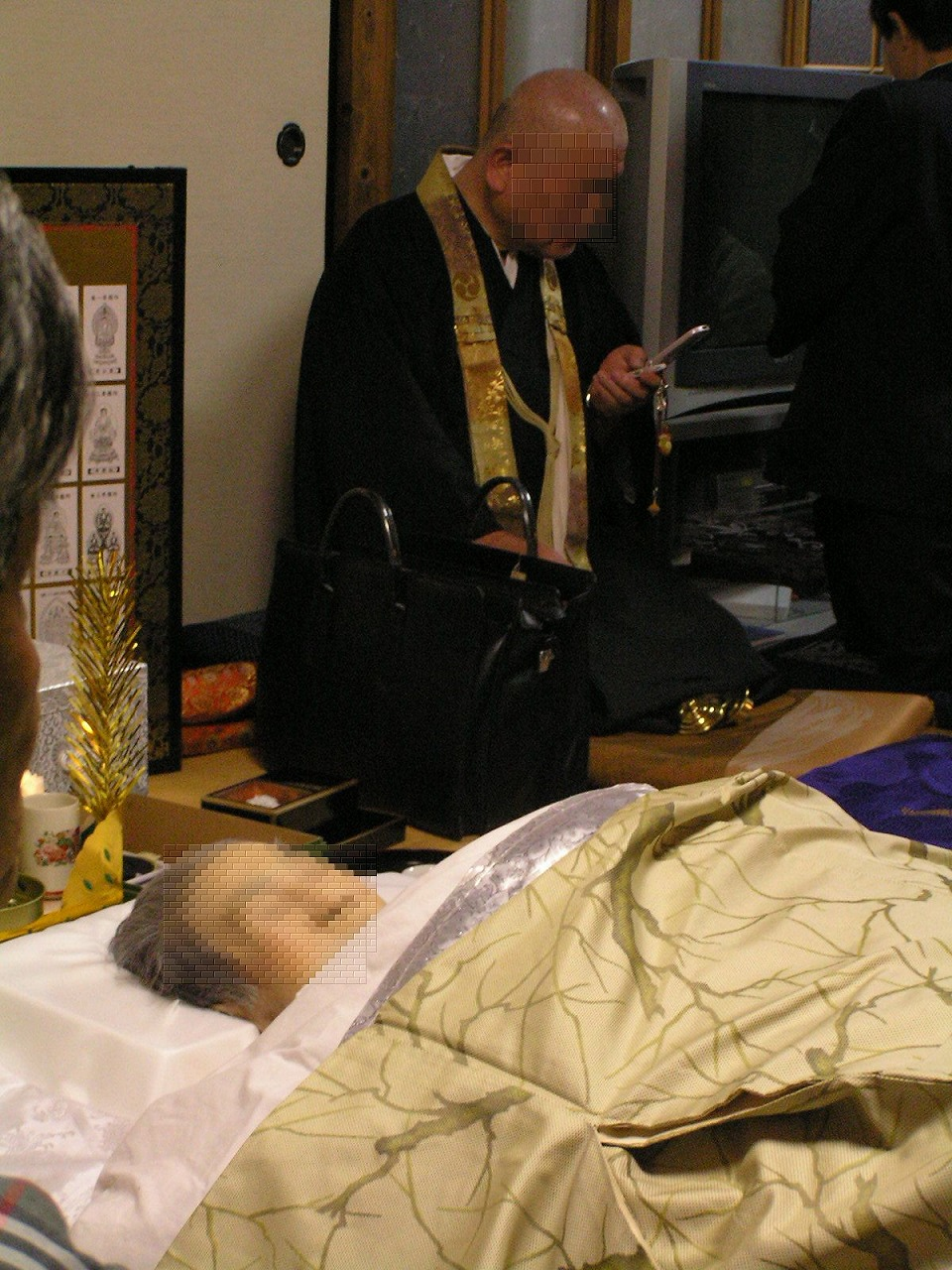
Likvaka inom buddhismen.

Likvaka (även likstuga eller vakstuga) är seden att vaka hos en död människa. Detta skedde oftast natten före begravningen. Bruket är känt i Sverige och stora delar av Europa och förekommer även i utomeuropeiska kulturer.

## Bakgrund – Likvakan i Sverige
Den hedniska likvakan var förvisso likt gravölet en sorgens fest som hölls natten före jordfästningen genom att i sorgehuset vaka över den döde. Det är en gammal sed vilken emellertid redan i 1500-talets kyrkolitteratur beskrivs som en “hednisk oständighet” vars tidigaste begrepp, likvakt, som under 1700-talet avlöstes av begreppet vakstuga,  återfinns i såväl det tyska som det engelska språket (Leichwache och lake- eller likewake).
Anledningarna till varför likvakan hölls varierar, men förklaras generellt av den döda kroppens historiskt vaga definition före nutidens kliniskt-juridiska vårdfilosofi. En annan förklaring till varför vakan hölls kvällen efter dödsfallet sägs vara vidskeplighet och rädslan för att den döde skulle gå igen. Likvakan återfinns i flera kulturer och i såväl de svenska folkvisorna som de isländska. Exempel på traditionen återfinns också i den isländska sagan ‘Herr Carl’ eller ‘Klosterrovet’ vars handling beskriver hur en riddare ger sig ut för vara död i syfte att under sin egen likvaka förföra en nunna. 

## Likvakan som "lekstuga"avskaffas
Eftersom onda väsen i hednisk folktro härjat nattetid hölls vakan under denna tid på dygnet i syfte att undvika scenarion då den döda kroppen besätts av dessa. Under medeltiden sjöngs det, enligt katolsk tradition, under likvakan religiösa psalmer i närvaron av en präst vilket i takt med  den kyrkliga reformationen till visso skulle komma att avta. Även om likvakan synbarligen överlevde skiftet mellan katolicism till protestantism kom traditionen i samband med 1686 års kyrkolag att förbjudas i Sverige. På liknande sätt avskaffades likvakan också i de nordiska grannländerna Norge och Danmark.  Anledningar till uppkomsten av kyrkans förbud mot likvakan beskrevs bland annat vara en konsekvens av den omsider liberala synen på eventet som ungdomar infört med brännvin, fest och dans vilket stred mot den Lutherska kyrkans moraliska föreställningar. I sammanhang med 1711 års missväxt i landet syftade kyrkan på att brännvinet blev en dyr exklusiv vara som skulle åthållas och därmed avveckla likvakan som onykter tradition.

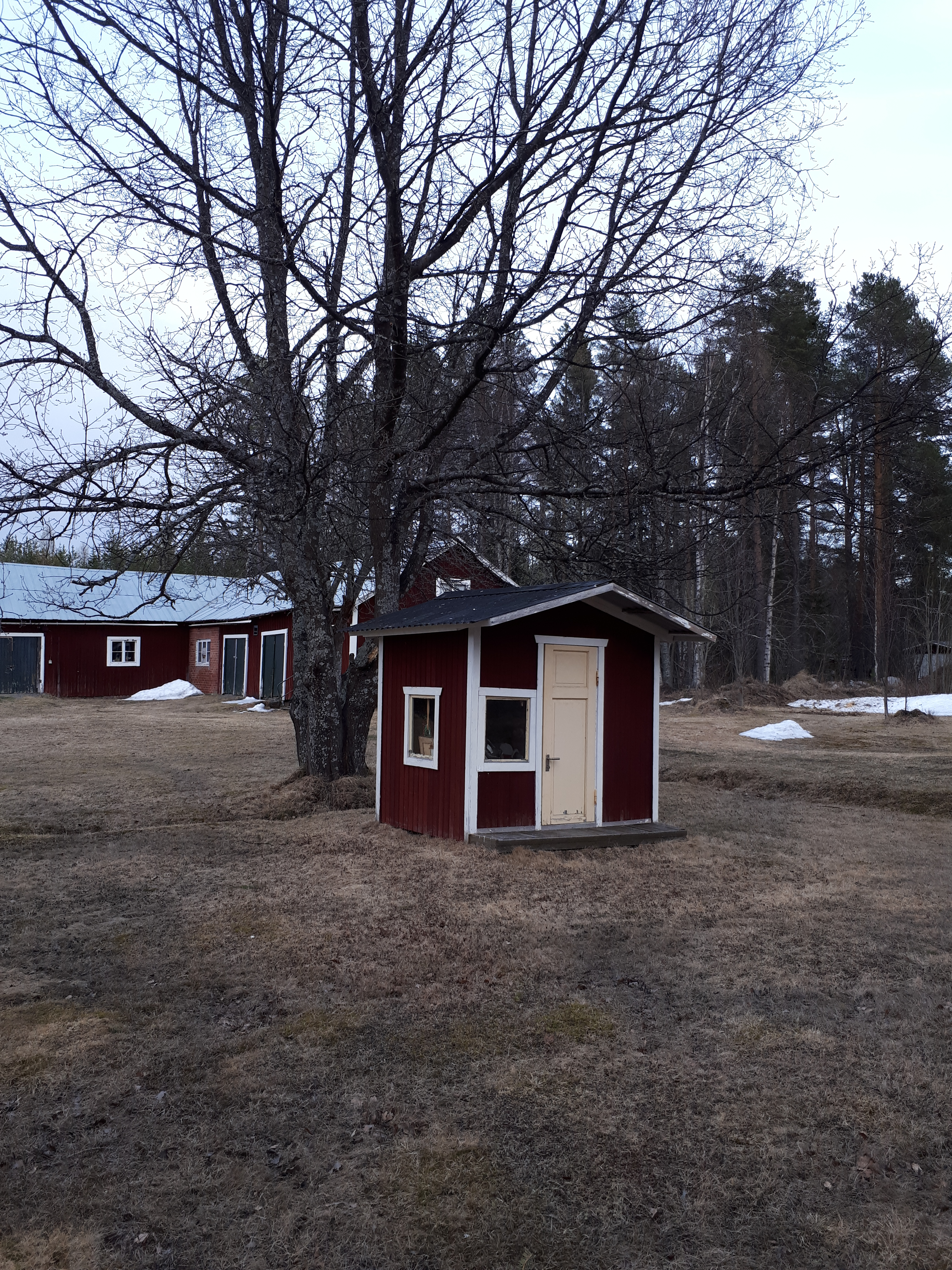
Eftersom lik på Bjuråkersmål heter "leck" och likvakan "leckstuga" menade man att uppkomsten av nuvarande lekstugan varit beroende av den hedniska traditionella likstugan alltså likvakan.

Däremot förekom undantag då i Jämtland där vakstugor varit i bruk 1740 som dock så småningom skulle avta. Här beskrevs det att man till vaktstugan bjöd in både vänner och bekanta för att enligt katolsk medeltida tradition sjunga dödspsalmer som därefter åtföljdes av lek. Exempel på lekarna som under likvakan förekom beskrivs av prosten Broman som i sin dagbok redovisar sedens missbruk.
“för wackra sånger och böner öfwades thervid hwarjehanda syndigt och förargelit wäsende (af springande) lekande, sqwaller, och tydligt mera v.g. taga blindbåck; tåcka kyrka; giömma grant; draga handskar; föra sko; tämja stutar; taga hinden i hagan; etc.etc ”
Enligt vittnesmål från Bjuråker i Hälsingland ska även dans (så kallad likdans) ha förekommit. Följaktligen beskrivs likdansen, liksom likvakan, hållits nattetid med den döde ännu ovan jord vilket enligt hednisk tradition man i cirklar man ska ha dansat runt. Dom dansa kring döan hä va gammalt. Kistan skulle placeras högt, vanligtvis på ett bord, samtidigt som man två och två åt vänster i en cirkel kring denne dansade precis som i leken mala salt fast saktare i takt. Vid sådana festliga likstugor i vars sammanhang det styrt upp i kalabalik varnade präster för att den som hållits död, men varit skendöd, riskerade att åter väckas till liv. I Söde beskrivs ett sådant scenario då år 1690 Birgitta Jonsdotters kistokonstallation placerats på ett av sorgehusets bord, höll några ungdomar likvaka där. I samband med att fler pojkar från byn anlänt till festen styrdes det upp och kistan revs ned varvid den skendöda Birgitta for i golvet och till ungdomarnas förskräckelse åter vaknat till liv. I '‘När döden gästar’' fortsätter Louise Hagberg berättelsen med att Birgitta levde i ytterligare 13 år och begravdes 1703 då hon hunnit fylla 65 år, vilket i sin tidsanda var en utdragen livslängd.
Likdansen och leken skapar sammanband mellan de två begreppen likstuga och lekstuga. På grund av dansen och leken brukade man varna om att trakten ibland riskerar att göra sorgehuset till lekstuga. Eftersom lik på Bjuråkersmål heter leck och likvakan Leckstuga menade man att uppkomsten av nuvarande lekstugan varit beroende av den hedniska traditionella likstugan alltså likvakan.
Även om likvakan formellt hade förbjudits i Sverige på 1600-talet levde traditionen länge kvar på många håll, bland annat i svensktalande Finland. Likvakor med stort alkoholintag och festande förekom till exempel under hela 1800-talet i Nyland. Men likvakorna kunde även ha högtidligare inramning, och det bjöds på kaffe, mat och supar. Likvakan fungerade ofta som ett begravningskalas för dem som inte var med på den egentliga begravningen. Det var under första hälften av 1900-talet fortfarande vanligt att gå och ”se liket” även om regelrätta likvakor inte anordnades.

## Formaliteternas historik

### Rummet
Likvakan är under 1900-talet inte lika kulturellt framträdande som den historiskt varit. Dödsfall offentliggörs under denna tid med brådska eftersom tystnad sades kunna leda till skvaller med potential att skada sorgehusets sociala rykte och status. Vad som närmast under denna tid kan beskrivas som likvaka hölls således inte längre ensides inom sorgehusets väggar utan har förvisso förflyttats till offentlighetens rum likt allmän handling. Konstellationen kunde placeras i allt från uthus, vedbodar och/eller tvättstugor men kunde även som symbol för sorgehusets sociala status placeras på ett torg för allmänhetens beskådan. På Stigbergstorget i Majora beskrevs en bagarmästare ha placerat sin frus öppna kista i vilken han lade ned en näve kopparmynt som för att bevisa sin förmögenhet.

### Kistan

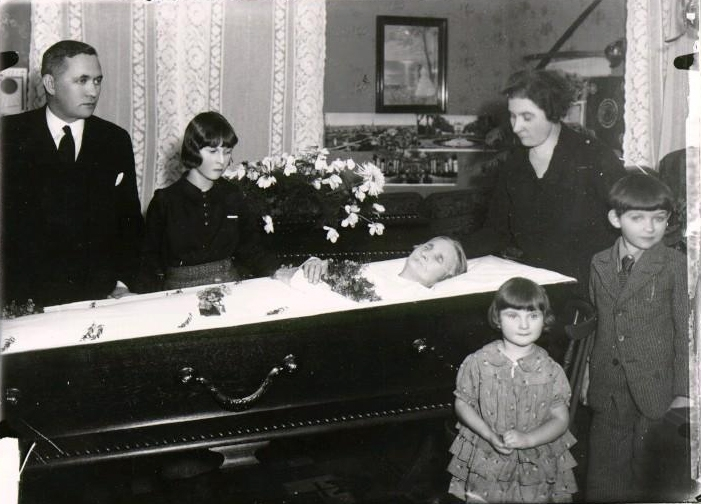
Exempel på hur en likvaka under tidigt 1900-tal kunde se ut i Falbygden.

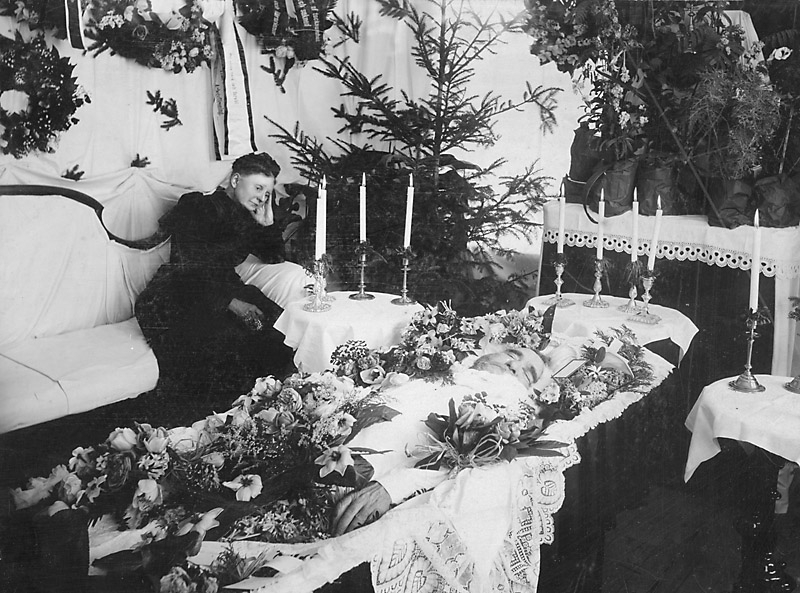
Likvaka över kyrkoherde P Lindsjö i Slågarp. Hustrun som är med på bilden är född Larsson.

Under denna tid speglade även kistans material hemmets sociala status. Den vita, alternativt gula ekkistan ämnades för rika medan svartmålade träkistor tillskrevs den ökande medelklassen. I och med 1900-talets stiftande om allmän begravningsplikt tilldelades de allra fattigaste så kallade brackekistor som socialt stöd. Om likvakan mot förmodan hölls inomhus kvarstod regeln att detta utåt skulle vara synligt, därför hängdes vita gardiner eller lakan i fönstren som vette mot gatorna. Även vita lakan kunde läggas i syfte att täcka hemmets alla möbler. Fall då välbeställda familjer anlitat svartklädda budbärare för att sprida dödsnyheten förekom. Rummet där kistan var uppställd pyntades enligt stoisistisk tradition med växter såsom aspidistra och granris. Granriset, även enris, täckte bädden liksom husets alla ingångar. 

### Svepelsen
Till skillnad från 1800-talets gängse bäddklädning med ett kudde och lakan som lades ovanpå halm, placerades under 1900-talet madrass i kistan. Återkommande är det vita skynket eller täcket som lades ovanpå kroppen. Likets komposition gällande avkristnandet är synlig i kroppens komposition i förhållande till täcket. Under 1800-talet skulle nämligen armar placeras ovanpå täcket enligt katolsk anständighet medan 1900-talstrenden innebar att hårt linda armarna mot bålen.

### Sorgklädsel

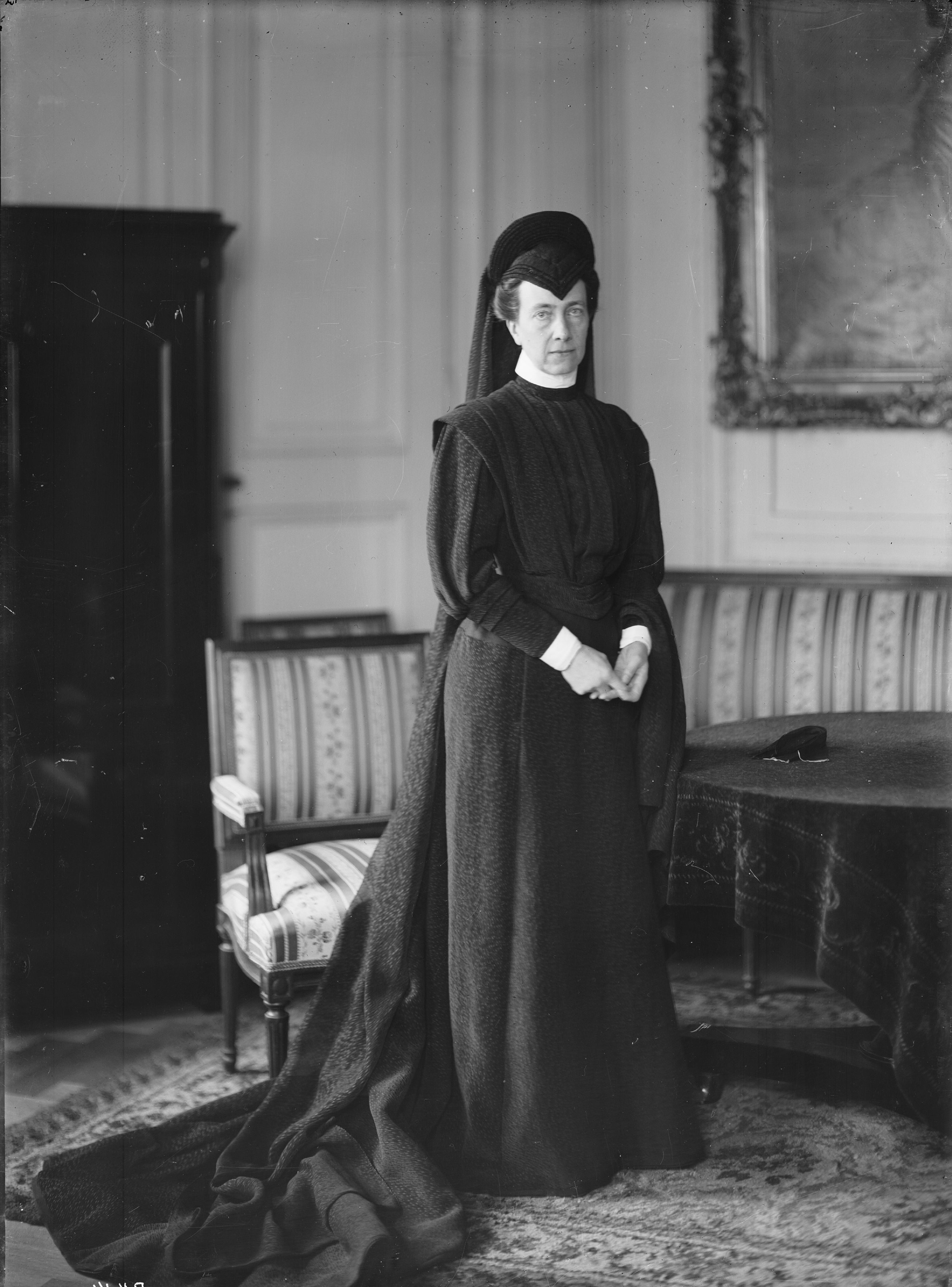
Victoria, drottning av Sverige (1907–1930) i helfigur med sorgklädsel.

I och med att döden under denna tid var synbar för allmän beskådan förekom formella regelverk kring både de anhöriga såsom den döde gällande klädsel. Till skillnad från medeltida minimalistiska svepningar bestående endast av ett lakan med motveck från hakan och ned mot fötterna med bibliska evangelium om Jesus svepelse i linneduk samt jordfästning utan kista som förebild, var tidiga 1900-talets formalia bastant. Den dödes ålder utgjorde en stor faktor gällande vad denne i sin dödsbädd kläddes i. Om det gällde en flicka nära i ålder till det man då ansåg som adolescence, vanligen 14 år, ikläddes hon sin konfirmandklänning. Ogifta kvinnor utkläddes till brud samt nygifta kvinnor i sin brudklänning. Gällande generella begravningar ikläddes kvinnor linne med spetsar vid halsen medan män ikläddes skjorta med krage samt bärandes sockar. Gällande de anhöriga var det norm att omedelbart efter förlust att bära mörka kläder, helst svart. Till skillnad från modern formalia var sorgklädseln inte enbart för jordfästningen och begravningen, utan skulle bäras både före samt upp till ett år efter dödsfallet vilket gör den relevant för likvakan. Om det gällde en änka skulle denna tiden inför begravningen och under likvakan bära en svart slöja som antingen gick ned till kjolkanten eller täckte ansiktet. Så fort den döde jordats skulle slöjan slängas bakåt. Sörjde man andra släktingar var slöjan kortare. Man gick sorgklädd ett år efter makens död, ett halvår efter syskon, föräldrar och barn. Efter halva sorgtiden kunde man börja bryta sorgen genom att bära svartvita eller grå klänningar. Svarta skor och strumpor var viktiga.

### Maten

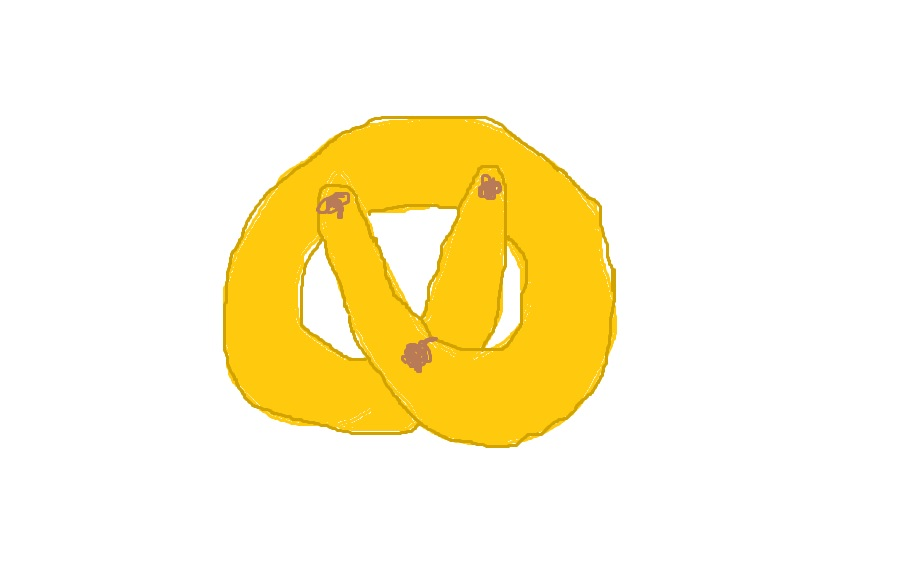
Gastkringlan, även sorgering, var stora saffranskringlor av vete, i vilka russin stuckits in. Gästerna fick ta med sig kringlan hem från gravölet.

Inför 1800-talets begravningskalas beskrivs maten stått framme både dag som natt och att folk omgående satt till bords. Maten förekomst i traditionen bidrar till att gravölet (som under 1800-talet ersatt likvakan) till mångt och mycket anknyts till likvakan och har haft en historiskt betydelsefull faktor för förståelsen av den döda kroppen. Beroende på var i landet en befann sig kunde gravölet hållas dagen inför begravningen som får seden att påminna om 1600-talets likvakor. Här förekom, utöver godsaker liksom i 1600-talets sed, även konsumtion av öl vilket bidrog till att festen vissa gånger kunde bli lösaktig. Utöver syftet att förgylla festligheten utgjorde maten symbol för inbjudan. Av ren formalia skulle gravölets besökare skänka sorgehuset matgåvor för att visa medlidande och ekonomiskt stöd inför dödsfallet. Vanligt var det att bönder under 16/1700-talet besökte sorgehuset för att lämna mjölk och/eller skörd och då se på liket. Gastkringlan,även sorgering, var stora saffranskringlor av vete, i vilka russin stuckits in. Gästerna fick ta med sig kringlan hem från gravölet. Gastkringlans storlek berodde på sorgehusets sociala stånd liksom dess sorgestånd. Vid tillfällen kunde gastkringlan beskrivas vara så stor att man bekvämt kunde hänga den över axeln på hemfärden och på så sätt bidra till allmän vetskap om bortgång.

## Likvakan idag (2000-tal)
Lit de parade: Likvakan har sedan länge avtagit men går idag att se spår av i de moderna sederna kring bortgången. Att likvakan såsom katolskt fenomen kvarstår är tydlig i exempel på fenomenet “Lit de parade” vilket från franska kan översättas som “paradsäng”. För seden gäller samma grundliga principer som för likvakan men är i stort exklusiv för offentlig personer såsom till exempel påvar, presidenter eller kändisar och är ovanligt förekommande i Skandinavien eftersom dessa konverterat under reformationen. Kistan som vanligtvis är öppen placeras i en allmän byggnad och kan pågå från en dag till en vecka. I Ryssland ingick politiska ledare såsom Vladimir Lenin och Joseph Stalin i seden som tog plats på Röda torget i Moskva. År 2013 anhölls lit de parade för SydAfrikas demokratiskt förstvalde president Nelson Mandela som betraktades av tusentals besökare inför jordfästningen.
Likvisning som del av bisättningen:
På klinik - Som ett arv av den hedniska likvakan som till skillnad från lit de parade tar större plats i Sverige kallas bisättning. Bisättningen-i-sig är ett vidare begrepp som till skillnad från likvakan innefattar hela svepelseprocessen som idag enligt 2000-talets begravningsseder innefattar kistläggningen, klädnaden/svepelsen, bäddning i kistan, transport av kistan till bisättningslokal och placering av kistan i bisättningslokal. Likskådningen, som kan vara en alternativ del av bisättningen sker i en så kallad “bisättningslokal” så snart som möjligt denna är ledig. Valet av bisättningslokal och medföljande ritualer beror till stor del på de geografiska omständigheter kring dödsfallet. Eftersom majoriteten av dagens dödsfall sker på kliniska institutioner såsom sjukhus, vårdhem och äldreboenden där ofta ett så kallat visningsrum finns tillgängligt för ett sista avsked. Å andra sidan sker den formella likvisningen efter kistbäddningen genomförts. En klinisk bisättningslokal eller visningsrum innefattar att den bortgångne beskrives i rummets centrum fint ligga bäddad i en sjukhussäng varav omkring denne stolar placerats. På rummets nattduksbord står ett tänt ljus placerat där även näsdukar bör vara tillgängliga.Inför att de anhöriga anlänt till institutionen ansvarar vårdpersonal för all form av iordningställande av den döde som exempelvist inkluderar att rengöra och iklä denna patientskjorta alternativt egna kläder. All potentiell vårdutrustning avlägsnas. Däremot förekommer det undantag då anhöriga vid önskan tillåts delta i iordningställandet.
I hemmet - Om dödsfallet inte sker på en klinisk institution utan i hemmet finns det, som ett av livakans arv, möjlighet att anhålla det sista avskedet där innan kroppen transporteras till bårhuset. Vissa begravningsbyråer erbjuder kistläggning och svepelsen på plats i hemmet, vilket förutsätter ett raskt val av kista. Det kan då också hända att visningens deltagare manuellt placerar en minnessak i kistan, som till exempel ett hälsningsbrev, en teckning, eller ett smycke.  Alternativt enligt mer modern tradition kan den döde likt i kliniska visningsrum ligga nedbäddad i sin personliga säng under avskedet.